# لا پورته (تگزاس)
لا پورته، تگزاس(به انگلیسی: La Porte, Texas) شهری در ایالت تگزاس از ایالات جنوبی ایالات متحده آمریکا است. در سرشماری سال ۲۰۰۰، جمعیت این شهر ۳۱۸۸۰ نفر اعلام شد.